# Auberge d'Angleterre
L'Auberge d'Angleterre (in maltese Berġa tal-Ingilterra, in italiano Albergo d’Inghilterra) è un auberge che si trova a Vittoriosa sull'isola di Malta.
L'auberge fu costruito intorno al 1534 (incorporando un precedente edificio) per ospitare i cavalieri dell'Ordine di San Giovanni dalla langue inglese. Oggi ospita un centro sanitario ed è l'auberge meglio conservato di Vittoriosa.

## Storia
L'Auberge d'Angleterre incorpora un precedente edificio a un piano donato alla langue inglese nel maggio 1535 per diventarne il quartier generale, motivo per cui venne aggiunto un primo piano.
La parte posteriore dell'Auberge d'Angleterre era collegata all'ormai distrutto Auberge d'Allemagne ed era adiacente alla casa di Oliver Starkey, il segretario del Gran maestro Jean de Valette e uno degli ultimi cavalieri inglesi dell'Ordine.
A seguito della Riforma inglese, la langue inglese venne soppressa a metà del XVI secolo e questo motiva il fatto che non siano presenti auberge della langue a La Valletta dove l'Ordine trasferì la capitale nel 1570. La langue venne ristabilita nel 1782 come langue anglo-bavarese e venne ospitata in un antico palazzo noto come Auberge de Bavière.
Fino a poco tempo fa l'Auberge d'Angleterre era utilizzato come biblioteca pubblica mentre oggi ospita un centro sanitario.

## Architettura
L'Auberge d'Angleterre è costruito nello stile melitano, che si basa sulla tradizionale architettura maltese, e ha una struttura simile all'Auberge de France. È un edificio a due piani con una facciata semplice con una porta sormontata da una finestra circolare e fiancheggiata da finestre su ciascun lato e camere costruite attorno a un cortile centrale.
Il piano nobile si trova al primo piano e ha un balcone aperto a strapiombo sopra la porta, di nuovo fiancheggiato da finestre. Le porte e le finestre sono decorate con modanature melitane.